# إقلاديوس لبيب
إقلاديوس يوحنا لبيب ( (بالقبطية: ⲕⲗⲁⲩⲇⲓⲟⲥ ⲓⲱϩⲁⲛⲛⲏⲥ ⲗⲁⲡⲓⲃ) ؛ 1868–1918) عالم مصريات مصري قبطي. اشتهرت عائلته بنسخ كتب الكنيسة. كان يصطحب والده إلى دير المحرق لتعلم اللغة القبطية مع الرهبان. كان الأصغر بين ثلاثة أشقاء ، أكبرهم باهور والوسطى تادروس. تعلم لبيب الهيروغليفية المصرية من علماء المصريات الفرنسيين وكان ثاني مصري حديث يتعلم هذه اللغة القديمة (أولهما أحمد كمال وهو من أصل تركي).
يعود الفضل إلى كلوديوس لبيب في صنع أول قاموس قبطي مصري عربي لكنه تُوفى قبل إكماله. عمل لبيب رئيس تحرير جريدة "أون" ( (بالقبطية: ⲱⲛ) مصر الجديدة ) التي نشرت مقالاتها باللغة القبطية. كما كان رائداً في الكتب التعليمية للأطفال المسماة ⲁ ϧ ⲱⲙⲫⲁⲧ ( أخومفات) .
منحه الخديوي عباس حلمي الثاني لقب البكوية وذلك عندما قام اقلوديوس لبيب - وكان يرافق البابا كيرلس الخامس - بترجمة نصوص فرعونية امام الخديوي وذلك في احتفالات انشاء خزان اسوان.
كان لبيب مسؤولاً أيضًا عن تحرير سلسلة من النصوص الدينية التي تستخدمها الكنيسة القبطية الأرثوذكسية. نُشرت الأعمال في القاهرة على النحو التالي: قطمارس ( القراءات الكنسية) 1900–02 ؛ إفخولوجيون (كتاب الصلوات) 1904 ؛ خدمة الجنازة 1905. 

## روابط خارجية
- القبطي: اقلوديوس لبيب - سيرة مختصرة وببليوغرافيا